# Église Saint-Symphorien de La Gripperie-Saint-Symphorien
L'église Saint-Symphorien est une église située à La Gripperie-Saint-Symphorien, dans le département français de la Charente-Maritime en région Nouvelle-Aquitaine.

## Historique
Les parties les plus anciennes de cet édifice mêlant les styles romans et gothiques remontent au XIIe siècle. Construite initialement sur un plan en forme de croix latine, cette église devient rapidement le siège d'un pèlerinage dédié à saint Symphorien : des reliques de ce martyr des premiers temps de l'ère chrétienne auraient en effet été ensevelies dans le sanctuaire. La tradition rapporte que ces reliques auraient tout d'abord été offertes à l'église de Sainte-Marie-d'Arvert. Au moment des invasions normandes, les reliques auraient été cachées dans la nef du sanctuaire, lequel fut finalement détruit. Retrouvées par la suite, elles auraient été mises à l'abri dans cette église ultérieurement. De même, sur le flanc droit du sanctuaire, une « fontaine miraculeuse » était une étape importante du pèlerinage. Celle-ci est toujours visible, dépassant légèrement du sol, entourée d'une petite chapelle recouverte de chaux. 
Les conflits franco-anglais causeront des dégâts importants à l'édifice, qui perdit à cette époque les deux bras de son transept, et probablement son clocher. Plus tard, au XVe siècle, une campagne de reconstruction et d'agrandissement fut menée, ce qui explique la juxtaposition des styles : nef et abside romane, et collatéraux gothiques. Le clocher actuel, de forme cylindrique, est issu de cette campagne de reconstruction. Il est coiffé d'une flèche en ardoise.
La façade de l'église est caractéristique du style art roman saintongeais. Si deux contreforts massifs, rajoutés au XVe siècle, déparent un peu celle-ci, elle a conservé l'essentiel de sa composition d'origine. Trois voussures encadrent un portail en plein cintre. Celles-ci sont ornées de riches sculptures reprenant les thèmes traditionnels de l'époque : motifs végétaux, griffons et animaux extraordinaires. L'archivolte présente trente-deux claveaux portant chacun un personnage debout, dont l'attitude semble suggérer la danse. Le portail est surmonté d'une grande baie romane ornée de deux voussures.
L'église se compose d'une nef unique formant trois travées, prolongée d'un chevet bordé de collatéraux et terminé par une abside. L'ancien carré du transept est marqué par une coupole sur trompe de forme octogonale, supportant le poids du clocher. L'intérieur comporte deux peintures à huile de l'artiste saintongeais Bragny, l'une, datée de 1641, représentant le martyre de saint Symphorien, l'autre, datée de 1676, montre l'Assomption de la Vierge. Plusieurs dalles funéraires sont également visibles.
L'église est classée au titre des monuments historiques par arrêté du 12 octobre 1995.

## Galerie

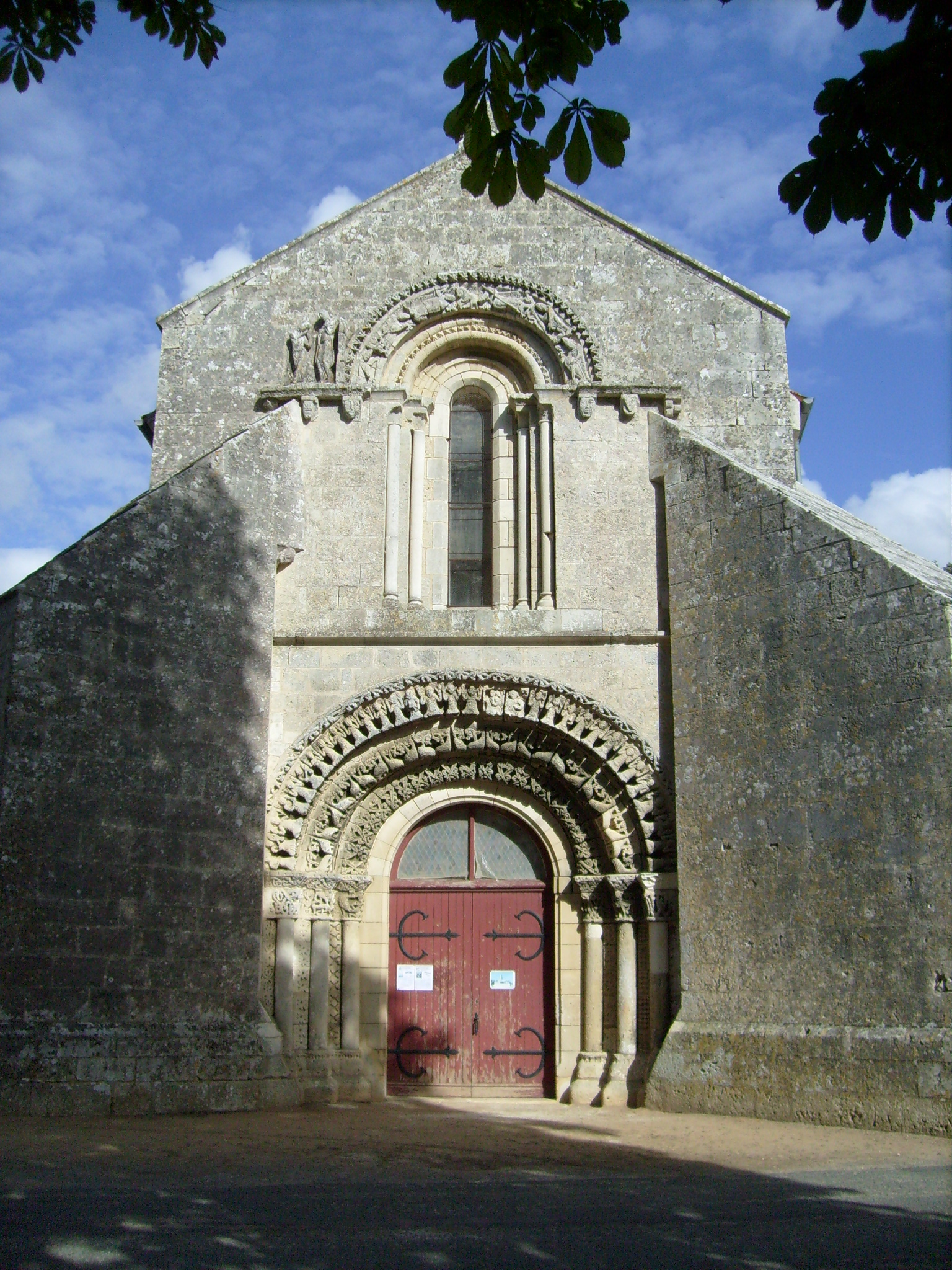
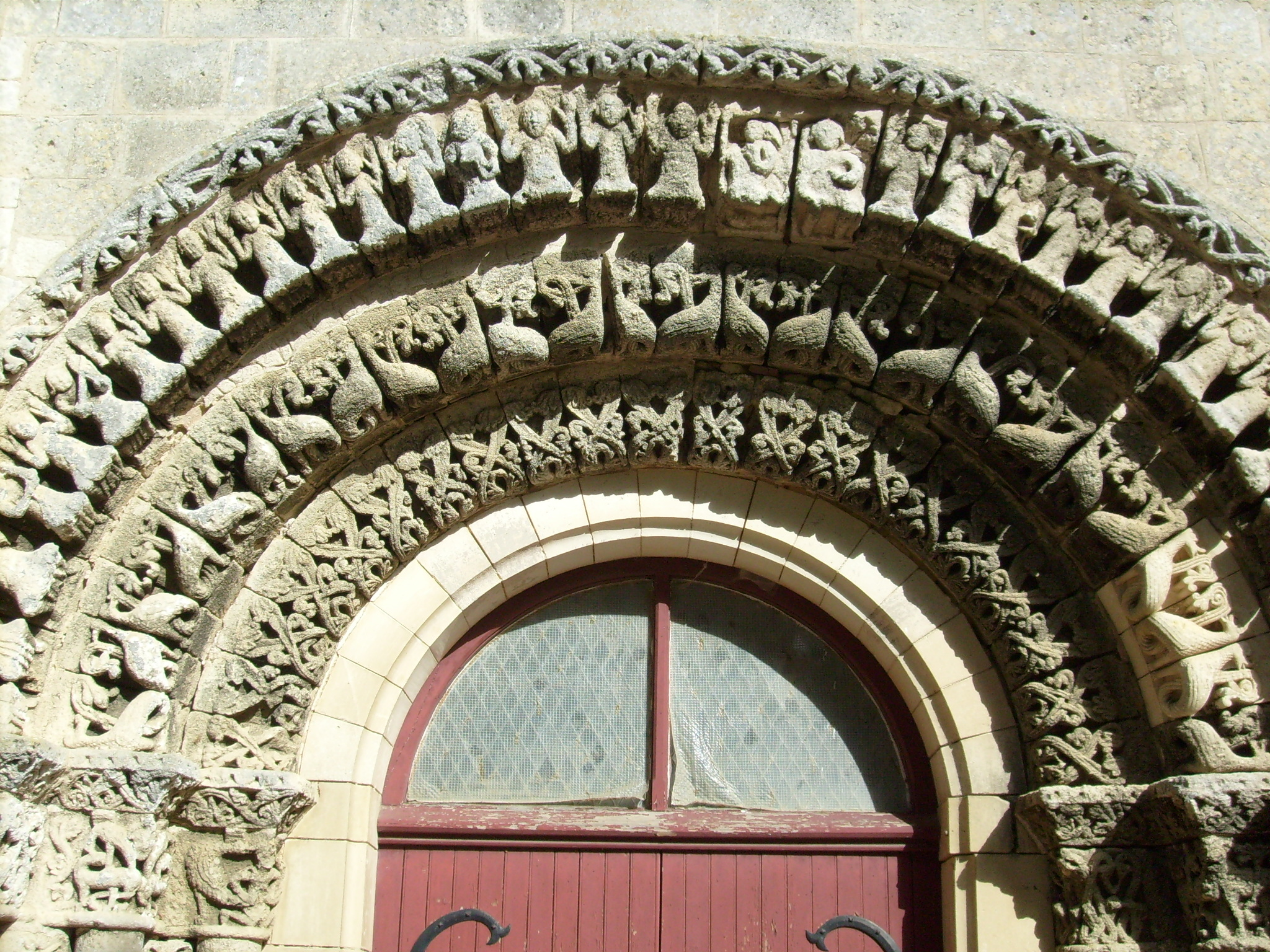
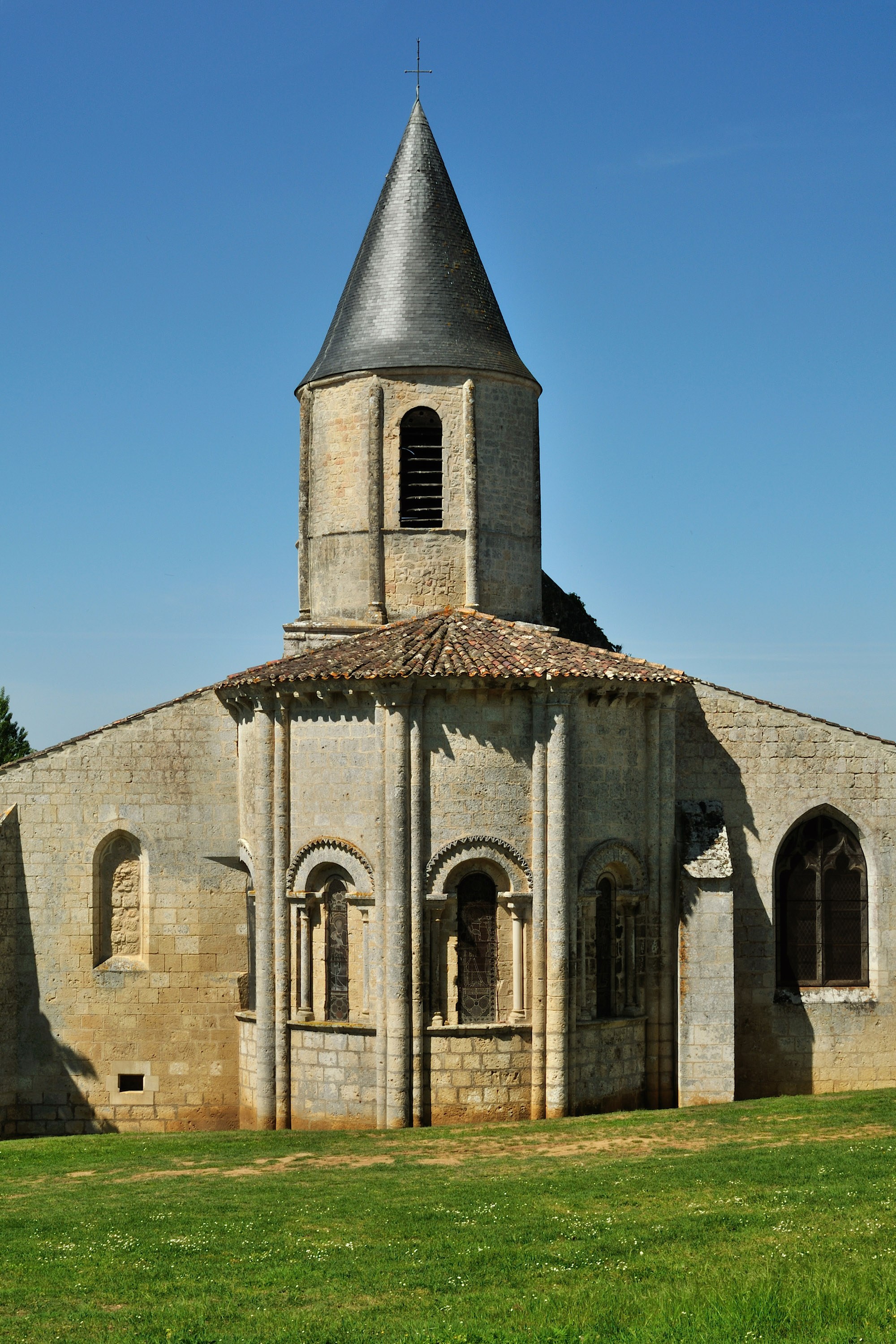